# 塔拉·索斯罗瓦多约
塔拉·索斯罗瓦多约（1952年12月12日—）是印尼著名摄影师。1998年6月7日，他与马来西亚艾滋病委员会主席玛丽娜·马哈迪结婚，婚礼在首相官邸举行，玛丽娜也是时任马来西亚首相马哈迪·莫哈末的女儿。婚后，两人育有两个女儿和一个儿子。

## 亲属关系
- 玛丽娜·马哈迪（妻子）
- 马哈迪·莫哈末（岳父）
- 茜蒂哈斯玛（岳母）
- 慕克里·马哈迪（妻舅）
- 莫扎尼·马哈迪（妻舅）